# Adelonetria
Adelonetria dubiosa es una especie de araña araneomorfa de la familia Linyphiidae. Es el único miembro del género monotípico Adelonetria.

## Distribución
Es un endemismo de Chile, donde se encuentra en la Región de Los Lagos. 